# Mimudea nigribasalis
Mimudea nigribasalis là một loài bướm đêm trong họ Crambidae.